# Pitco
Pitco è una località situata nella contea di Kings, nello Stato della California. Si trova sulla linea principale della BNSF Railway in corrispondenza di Fargo Avenue a una distanza di circa 3,2 km a nord-nordovest di Hanford.